# Raimond Aumann
Raimond Aumann (Augsburg, 12. listopada 1963.), bivši je njemački nogometni vratar. Njegov je nadimak Balu (njem. verzija riječi "Baloo").
Branio je u Bundesligi od 1982. do 1994. godine. 1988., smatran je najboljim vratarom u Njemačkoj. S Bayern Münchenom je osvojio šest naslova prvaka Njemačke (1985., '86., '87., '89., '90. i '94.). Dvaput je slavio u njemačkom kupu, a zatim se 1994. premjestio u Beşiktaş, gdje je osvojio SüperLig 1995. godine. U mirovinu je otišao u studenom 1995.
Četiri je puta igrao za reprezentaciju, 1989. i 1990., kada je osvojio Svjetsko prvenstvo.
Danas, Aumann je član fan-kluba FC Bayern Münchena.

## Vanjske poveznice
- Statistika na Fussballdaten.de (njem.)